# Klaus Wettig

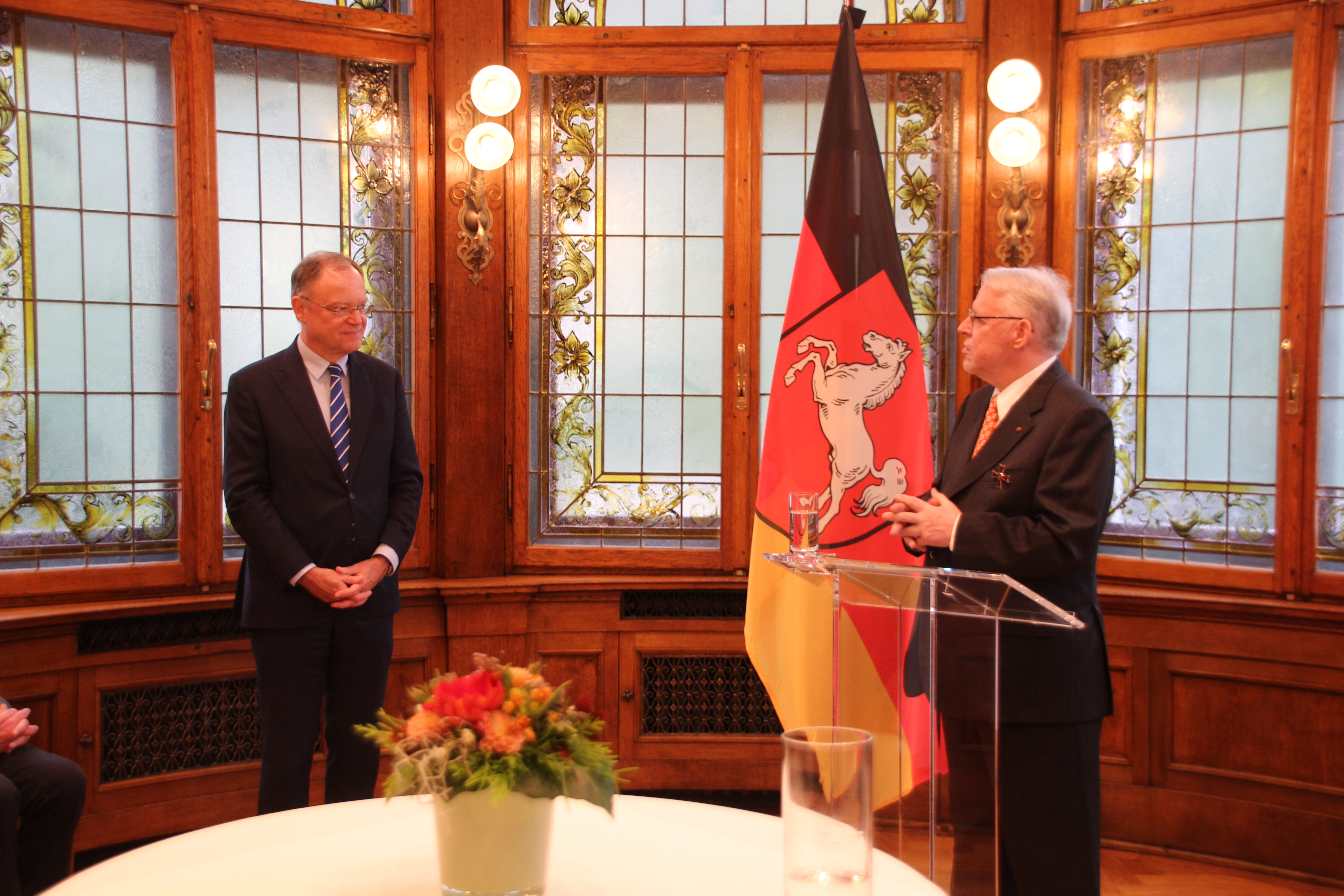
Klaus Wettig bei der Entgegennahme eines Ordens aus der Hand des Niedersächsischen Ministerpräsidenten Stephan Weil

Klaus Wettig (* 15. August 1940 in Göttingen) ist ein deutscher Politiker (SPD), Autor, Kulturmanager und ehemaliges Mitglied des Europäischen Parlaments.

## Leben
Klaus Wettig kommt aus einer Arbeiterfamilie, „die vor 1933 gewerkschaftlich-sozialdemokratisch-kommunistisch organisiert“ gewesen ist und in der Zeit des Nationalsozialismus „politische Distanz“ gehalten hatte. Er machte nach dem Realschulabschluss im Jahr 1957 eine Lehre als Schriftsetzer. Die Gesellenprüfung bestand er 1960 und war anschließend in diesem Beruf beim Göttinger Tageblatt tätig. Über den zweiten Bildungsweg erwarb er das Abitur und studierte Jura und Sozialwissenschaften an der Universität Göttingen. In dieser Zeit war er Stipendiat der Hans-Böckler-Stiftung.
Er trat im Jahr 1962 in die SPD ein, war von 1963 an Vorsitzender der Göttinger und später der Jungsozialisten des SPD-Bezirks Hannover. Von 1966 an wurde er politisch durch die Begegnung mit Peter von Oertzen geprägt. Er wurde dessen Wahlkampfleiter bei den Landtagswahlen 1967 und bei der Wahl im Jahr 1970 sowie zehn Jahre lang dessen enger Mitarbeiter. Er folgte Peter von Oertzen nach dessen Ernennung zum Kultusminister in das Niedersächsische Kultusministerium und war von 1970 bis 1974 dort als Planungsreferent tätig. 1975 und 1976 arbeitete er als Politikberater für die sozialistische Partei im revolutionären Portugal.
In den Jahren 1976 bis 1979 war er Leiter des Büros Niedersachsen der Friedrich-Ebert-Stiftung. Als Mitglied des Kreistages des Landkreises Göttingen war Klaus Wettig von 1976 bis 1982 Vorsitzender des Schulausschusses. Von 1985 bis 2007 lehrte er  Wahlsoziologie und Europapolitik als Lehrbeauftragter an der Sozialwissenschaftlichen Fakultät der Universität Göttingen tätig. Von 1999 bis 2007 war er Geschäftsführer des Parthas-Verlages Berlin und von 2001 bis 2007 des Verlages für Berlin-Brandenburg. Von 2007 bis 2010 war er Programmleiter von vorwärts buch, des Verlages für Berlin-Brandenburg und von 1996 bis 2011 Geschäftsführer des Freundeskreises Willy-Brandt-Haus e. V.
Klaus Wettig war von 1994 bis 2012 Vorsitzender des Trägervereins der Volkshochschule Göttingen Er ist Vorsitzender des Beirats des Göttinger Literaturherbstes.

## Europäisches Parlament
Klaus  Wettig wurde bei der Europawahl in Deutschland 1979 in das erste Europäische Parlament gewählt, das in den Mitgliedsstaaten von den Wahlberechtigten in einer Direktwahl bestimmt wurde. Er wurde bei der Europawahl in Deutschland 1984 und bei der Europawahl in Deutschland 1989 wiedergewählt, war also drei Wahlperioden lang bis 1994 Mitglied des Parlaments.
Klaus Wettig gehörte zu den 35 Abgeordneten, die die SPD in der ersten Wahlperiode stellte. Zu den Abgeordneten der deutschen Sozialdemokraten gehörten damals auch Willy Brandt, Rudi Arndt, Heinz Oskar Vetter, Thomas von der Vring und Heidemarie Wieczorek-Zeul. Von Anfang an ging er in den Landwirtschaftsausschuss und den Ausschuss für Haushaltskontrolle. Diese beiden Ausschüsse gehörten zu den wichtigsten Ausschüssen, der erstere wegen des hohen Anteils der Agrarfördermittel am Haushalt der EU. Klaus Wettig war in dieser Zeit Schatzmeister der Sozialistischen Fraktion im Europäischen Parlament. Er gehörte zur Delegation im Gemischten Ausschuss, der aus Mitgliedern des Europäischen Parlaments und des Portugiesischen Parlaments bestand.
Auch in der zweiten Wahlperiode behielt Klaus Wettig seine Sitze in diesen beiden Ausschüssen bei und setzte seine Mitgliedschaft in der Delegation im Gemischten Ausschuss aus Mitgliedern des Europäischen Parlaments und des Portugiesischen Parlaments.
In der dritten Wahlperiode wechselte er in den Ausschuss für Wirtschaft, Währung und Industriepolitik, behielt aber seine Mitgliedschaft im Ausschuss für Haushaltskontrolle bei.
In seiner Zeit im Europäischen Parlament trat Klaus Wettig für den Beitritt Portugals in die Europäische Union ein, die im Zuge der zweiten Süderweiterung im Jahr 1986 Realität wurde.
Regionales
Für seine Region, zu dem auch das Eichsfeld gehört, setzte er sich mit Erfolg für eine Ausnahmeregelung vom generellen Verbot für die Verarbeitung von Warmgeschlachtetem ein, um die traditionelle Herstellung von Eichsfelder Mettwurst (Stracke) weiterhin zu ermöglichen.

## Partei
In der SPD hatte Klaus Wettig zahlreiche Funktionen inne, so war er Vorsitzender des SPD-Unterbezirks Göttingen (1972–1985), Mitglied des SPD-Bezirksvorstandes Hannover (1970–1980) und Mitglied des SPD Landesausschusses Niedersachsen (1974–1978).
Vorsitzender des SPD-Ortsvereins Göttingen-Ost ist er seit dem Jahr 2009.

## Ehrungen
- Großoffizier des Portugiesischen Verdienstordens
- Träger des Bundesverdienstkreuzes 1. Klasse
- Ehrenmitglied des Europäischen Parlaments[13]
- Der niedersächsische Ministerpräsident, Stephan Weil, verlieh Klaus Wettig im Jahr 2017 das Verdienstkreuz 1. Klasse des Niedersächsischen Verdienstordens und händigte es ihm am 25. Oktober 2017 aus.[14]
- Gerhard Schmid, früherer Vizepräsident des Europäischen Parlaments, bezeichnete Klaus Wettig als „sozialdemokratisches Vielfachtalent“.[15]

## Veröffentlichungen (Auswahl)
- Soziale Demokratie und Geschichte. Reden und Aufsätze. Vorwort von Gabriele Andretta. Wallstein, Göttingen 2020, ISBN 978-3-8353-3855-5.
- Reformen wagen – Kommentare zum Wiederaufstieg der SPD. Schüren Verlag, Marburg 2019, ISBN 978-3-7410-0263-2.
- Orte der Sozialdemokratie: ein Reisebuch. Vorwärts-Buch, Berlin 2013, ISBN 978-3-86602-921-7.
- Rosenthals Wahlkampf: Erinnerungen an den Wahlkampf Philip Rosenthals 1969 im Bundestagswahlkreis 47 Goslar-Wolfenbüttel. Vorwärts-Buch, Berlin 2008, ISBN 978-3-86602-923-1.
- Spurensuche und Fundstücke: Göttinger Geschichten. Wallstein, Göttingen 2007, ISBN 978-3-8353-0122-1.
- mit Inge Wettig-Danielmeier und Matthias Linnekugel: Handbuch zur Parteienfinanzierung. 3. Auflage, Vorwärts-Buch, Berlin 2005, ISBN 978-3-86602-925-5.
- mit Mirja Linnekugel: Willy Brandt: Kämpfer und Visionär. Fotografien von Jupp Darchinger. Vorwärts-Buch, Berlin 2004, ISBN 978-3-936324-08-2.
- als Herausgeber: 1873–2003: 130 Jahre Sozialdemokratie in Göttingen. Verlag Die Werkstatt, Göttingen 2003, ISBN 978-3-89533-440-5.
- mit Laurenz Demps und Eberhard Schultz: Bundesfinanzministerium – ein belasteter Ort? Parthas, Berlin 2002, ISBN 978-3-932529-32-0.

## Familie
Klaus Wettig ist verheiratet mit der ehemaligen SPD-Schatzmeisterin Inge Wettig-Danielmeier. Das Paar hat drei Töchter, darunter Hannah Wettig.